# Bernhard Österman
Gustaf Bernhard Österman (født 11. januar 1870 i Västra Vingåker, Vingåkers kommun i Södermanlands län ; død 10. marts 1938 i Stockholm) var en svensk maler, illustrator, grafiker, 'hov- og överintendent' . Kunstneren Emil Österman var hans tvillingebror.
| - Bernhard Österman og hustru - Selvportræt fra Allhems Svenskt konstnärslexikon - Selvportræt med hund (uklar datering) - Hilda Österman Maleri af Österman 1921 |

Bernhard Östermans far var farvemester. Tvillingbroren Emil var allerede begyndt på Kungliga Akademien för de fria konsterna ('Konstakademien'), da Bernhard fulgte ham til Stockholm og gik på Tekniska skolan for at forberede sig til studier ved akademiet. I den periode malede han portrætter efter fotografier for at øve sig. Han blev endelig optaget på akademiet og studerede dér fra 1892 til 1895. Begge brødre klarede sig godt, og Bernhard blev tildelt den kongelige medalje.
1896 tog han privatundervisning i ætsning hos den svenske grafiker Axel Tallberg (1860-1928).
1907 blev Österman medlem af 'Konstakademien'.
| - Værker af Bernhard Österman - Adolf-bratt, (sv) 1849-1934 - Einar Lönnberg, 1865-1942 - Gustaf Retzius, 1842-1919 - Gustav V (1858-1950), konge af Sverige - Temptation - Victoria Eugenia, 1887-1967 - Portræt af prinsesse Maria Pavlovna, 1913 - Portræt af kvinde, 1924 (muligvis hans kone) - Portræt af prinsesse Astrid, senere dronning af Belgien. Fra 1930'erne - Portræt af Reinhold H.J. Rudbeck (sv) Maleriet er en kopi efter maleri af Österman |